# 나씨할매릉
나씨할매릉(羅氏―陵)은 경상북도 고령군 다산면 노곡리에 있는 봉분이다. 2012년 8월 1일 고령군의 향토문화유산 제2호로 지정되었다.

## 지정 사유
나씨 소저는 덕성군의 부인(세종대왕 셋째아들의 부인으로 간택)이라고 전해지며, 2단 석축과 활석을 이용하여 곡창을 둘러놓은 형태로 보아 왕릉의 형태를 모양을 갖추고 있어 학술적 가치가 있다.

## 현지 안내문
나씨할매릉은 직경 10m, 높이 2.3m 정도의 봉토분으로, 조선초기의 무덤으로 추정된다. 이 릉에서 약 30m 정도 올라가면 노곡리의 당산나무인 소나무가 위치하고 있다. 궁녀였던 나씨 소저시가 궁에서 연을 날렸는데 노곡리 뒷산의 나무에 걸려서 그 주변에 무덤을 썼다는 설화가 전해오고 있다.
노곡리에서는 매년 정월 대보름날 당산제를 지내는데, 당산나무 아래에서 지내는 당산제와 나씨할매릉에서 지내는 능제, 그리고 마을에 내려와서 지내는 거리제의 순으로 진행되는 것이 특징이다.